# Hydriomena irrorata
Hydriomena irrorata là một loài bướm đêm trong họ Geometridae.